# Zhu Yaming
Zhu Yaming (Hulunbuir, 4 maggio 1994) è un triplista cinese.

## Palmarès
| Anno | Manifestazione      | Sede        | Evento       | Risultato | Prestazione | Note                                     |
| ---- | ------------------- | ----------- | ------------ | --------- | ----------- | ---------------------------------------- |
| 2017 | Campionati asiatici | Bhubaneswar | Salto triplo | Oro       | 16,82 m     |                                          |
| 2018 | Mondiali indoor     | Birmingham  | Salto triplo | 7º        | 16,87 m     | Miglior prestazione personale            |
| 2018 | Giochi asiatici     | Giacarta    | Salto triplo | 8º        | 16,11 m     |                                          |
| 2019 | Campionati asiatici | Doha        | Salto triplo | Argento   | 16,87 m     | Miglior prestazione personale stagionale |
| 2019 | Mondiali            | Doha        | Salto triplo | 16º (q)   | 16,79 m     |                                          |
| 2021 | Giochi olimpici     | Tokyo       | Salto triplo | Argento   | 17,57 m     | Miglior prestazione personale            |
| 2022 | Mondiali            | Eugene      | Salto triplo | Bronzo    | 17,31 m     | Miglior prestazione personale stagionale |
| 2023 | Mondiali            | Budapest    | Salto triplo | 4º        | 17,15 m     |                                          |
| 2023 | Giochi asiatici     | Hangzhou    | Salto triplo | Oro       | 17,13 m     |                                          |
| 2024 | Mondiali indoor     | Glasgow     | Salto triplo | 7º        | 16,72 m     | Miglior prestazione personale stagionale |
| 2024 | Giochi olimpici     | Parigi      | Salto triplo | 10º       | 16,76 m     |                                          |
| 2025 | Mondiali indoor     | Nanchino    | Salto triplo | Argento   | 17,33 m     | Miglior prestazione personale stagionale |